# Super League 1997
La Super League de 1997 fue la 103.ª temporada del rugby league de Inglaterra y la segunda edición con la denominación de Super League, es el torneo de rugby league más importante de Inglaterra.

## Formato
Los equipos se enfrentaron en formato de todos contra todos en condición de local y de visitante, el equipo que terminó en la primera posición al finalizar el torneo se coronó campeón, mientras que el último  desciende a segunda división.
Se otorgaron 2 puntos por cada victoria, 1 por el empate y 0 por la derrota.

## Desarrollo

### Tabla de posiciones
| Pos. | Equipo              | Encuentros | Encuentros | Encuentros | Encuentros | Tantos | Tantos | Tantos | Puntos |
| Pos. | Equipo              | PJ         | PG         | PE         | PP         | F      | C      | Dif.   | Puntos |
| ---- | ------------------- | ---------- | ---------- | ---------- | ---------- | ------ | ------ | ------ | ------ |
| 1    | Bradford Bulls      | 22         | 20         | 0          | 2          | 769    | 397    | +372   | 40     |
| 2    | London Broncos      | 22         | 15         | 3          | 4          | 616    | 418    | +198   | 33     |
| 3    | St. Helens          | 22         | 14         | 1          | 7          | 592    | 506    | +86    | 29     |
| 4    | Wigan Warriors      | 22         | 14         | 0          | 8          | 683    | 398    | +285   | 28     |
| 5    | Leeds Rhinos        | 22         | 13         | 1          | 8          | 544    | 463    | +81    | 27     |
| 6    | Salford Reds        | 22         | 11         | 0          | 11         | 428    | 495    | -67    | 22     |
| 7    | Halifax Blue Sox    | 22         | 8          | 2          | 12         | 524    | 549    | -49    | 18     |
| 8    | Sheffield Eagles    | 22         | 9          | 0          | 13         | 415    | 574    | -159   | 18     |
| 9    | Warrington Wolves   | 22         | 8          | 0          | 14         | 437    | 647    | -210   | 16     |
| 10   | Castleford Tigers   | 22         | 5          | 2          | 15         | 334    | 515    | -181   | 12     |
| 11   | Paris Saint-Germain | 22         | 6          | 0          | 16         | 362    | 572    | -210   | 12     |
| 12   | Oldham Bears        | 22         | 4          | 1          | 17         | 461    | 631    | -170   | 9      |

|  | Campeón.                      |
|  | Desciende a segunda división. |

| Bandera de Inglaterra  |
| Campeón Bradford Bulls |
| Tercer título          |